# Tiokénsav
A tiokénsav (H2S2O3) a kénnek egyik kevéssé ismert, bomlékony oxosava. Kétféleképpen kötött kénatomot tartalmaz, egy +4-es és egy 0-s oxidációs számút.

## Tulajdonságai
Bomlékony, kétértékű sav, erélyes redukálószer, mivel a benne levő két kénatom átlagos oxidációs száma csak +2. Hevítéssel szétesik kénre, kén-dioxidra és vízre.
H2S2O3 (aq) → H2O (l) + S (sz) + SO2 (g)

## Sóképzés
Sói, a tioszulfátok előállíthatóak, ha szulfitok vizes oldatában elemi ként főzünk.
Na2SO3 + S → Na2S2O3
A fenti egyenletben keletkező nátrium-tioszulfátot (fixírsó) a fényképészetben használják, mint vegyszert, a fényérzékeny ezüst-bromid kioldására.
A tiokénsav sóit iparilag iparilag poliszulfidok levegőn történő oxidálásával állítják elő.
CaS2 + 3/2 O2 → CaS2O3

## Előállítása
Csak vízmentes körülmények között lehetséges. Az előállítás módját Schmidt és csoportja találta meg 1959–61 között.
−78°C-on éter alatt:
H2S + SO3 → H2S2O3
Na2S2O3 + 2 HCl → 2 NaCl + H2S2O3
Az oldószermentes sav előállítása alacsony hőmérsékleten:
HSO3Cl + H2S → HCl + H2S2O3